# Hrabiv, Rojneativ
Hrabiv (în ucraineană Грабів) este localitatea de reședință a comunei Hrabiv din raionul Rojneativ, regiunea Ivano-Frankivsk, Ucraina.

## Demografie
Componența lingvistică a localității Hrabiv
     Ucraineană (99,42%)
     Alte limbi (0,41%)
Conform recensământului din 2001, majoritatea populației localității Hrabiv era vorbitoare de ucraineană (99,42%), existând în minoritate și vorbitori de alte limbi.